# Battaglia di Otlukbeli
La battaglia di Otlukbeli o Otluk Beli fu una battaglia tra gli Ak Koyunlu e l'Impero Ottomano che fu combattuta l'11 agosto 1473.

## Ragioni del conflitto
L'aggressiva politica militare di Mehmed il Conquistatore nel conquistare il trono dell'Impero bizantino portò alla caduta di Costantinopoli nel 1453. I governanti greci bizantini indipendenti continuarono a governare in alcune aree dopo questo evento. Uno di questi domini era l'Impero di Trebisonda. Quando Mehmed si rivolse ad est per ripulire i resti del dominio bizantino nel 1461, dovette affrontare gli l'Ak Koyunlu, una federazione di tribù che governava vaste terre nell'Anatolia orientale.
Il loro leader, Uzun Hasan, continuò la tradizione di strette relazioni tra il trono bizantino e il suo regno, e sostenne quindi l'Impero di Trebisonda inviando loro aiuti militari. Tuttavia il suo sostegno non fu sufficiente per salvare Trebisonda dalle forze ottomane. Mehmed II conquistò tutta la regione del Mar Nero orientale. Uzun Hasan decise di chiedere aiuto alle potenze cristiane perché pensava che gli ottomani sarebbero tornati per il suo regno. Decise quindi di firmare un trattato con la Repubblica di Venezia, all'epoca rivale dell'Impero Ottomano.
In risposta al trattato di Uzun Hasan con Venezia, il sultano ottomano Mehmed il Conquistatore inviò per la prima volta vari contingenti giannizzeri, comandati da varie figure tra cui Radu III il Bello. Questi contingenti custodivano guarnigioni determinanti e aspettavano l'assalto ottomano contro l'opposizione anatolica.
Un altro motivo delle tensioni tra Ak Koyunlu e gli ottomani era la posizione politica di un'altra potente tribù anatolica, i Karamanidi. Kasim Bey, il sovrano dei Karamanidi, sosteneva il crescente potere di Uzun Hasan. Queste due potenze stavano lavorando in cooperazione contro l'avanzata ottomana in Anatolia. Nel 1471, un'operazione ottomana di successo contro i Karamanidi ridusse il potere della tribù.

## Battaglia
Mehmed II tornò con il suo esercito nel 1473 per sconfiggere Uzun Hasan. I turcomanni avevano un esercito tradizionale che conteneva quantità considerevoli di cavalleria leggera. D'altra parte, l'esercito ottomano utilizzava una tecnologia più recente. Arrivarono con pistole e cannoni. Questa differenza tra le nature dei due eserciti determinò il risultato della battaglia. La parte ottomana ottenne una vittoria decisiva, mentre l'esercito turcomanno fu quasi distrutto in un solo giorno.

## Risvolti
Gli ottomani distrussero quasi il potere degli Ak Koyunlu a est. Gli Ak Koyunlu sarebbero stati completamente distrutti da Shah Ismail dell'Iran negli anni successivi. Questa vittoria dell'Impero Safavide avrebbe generato un nuovo nemico per l'Impero Ottomano a est. La corsa tra i due imperi si concluse con la caduta dal potere della dinastia safavide nel XVIII secolo.